# Henryk Mandelbaum
Henryk Mandelbaum (15 de diciembre de 1922 - 17 de junio de 2008) fue un sobreviviente polaco del Holocausto. Fue uno de los prisioneros en el Sonderkommando KL Auschwitz-Birkenau, en el campo de concentración de Auschwitz-Birkenau que tuvo que trabajar en el crematorio. Solo 110 de los 2000 prisioneros sobrevivieron a los Sonderkommandos en Auschwitz-Birkenau, de los cuales solo unos pocos siguen vivos. 
Mandelbaum fue encarcelado como judío polaco a la edad de 21 años. Huyó del Gueto de Sosnowiec y fue reencarcelado el 22 de abril de 1944 en Birkenau.

## Auschwitz
Después de llegar a Auschwitz, Mandelbaum fue designado para trabajos forzados en el crematorio. Tenía que llevar los cadáveres de las personas que fueran gaseadas con Zyklon B, revisar los orificios del cuerpo en busca de objetos de valor y sacar oro dental. En 1944, la capacidad de los crematorios era demasiado pequeña para quemar todos los cadáveres de los prisioneros asesinados. Mandelbaum y otros tuvieron que cavar dos pozos enormes y luego quemar los cadáveres en ellos. Para mejorar el proceso tuvieron que volver a verter la grasa corporal, que se recogió en pequeños agujeros en el hoyo, sobre la parte superior de la pila
.
Mandelbaum participó en la rebelión de los reclusos el 7 de octubre de 1944, que fue sofocada rápidamente por las SS. Luego, 451 de los presos fueron fusilados o ahorcados. Esta fue la tercera rebelión en un campo después de Treblinka (2 de agosto de 1943) y Sobibor (14 de octubre de 1943).
En la Marcha de la muerte en enero de 1945, pudo huir. Escapó con ropa de civil y se escondió en una granja durante tres semanas. Después de la liberación de Auschwitz, se identificó a sí mismo ante la Comisión investigadora de los hechos (Wahrheitsfindungskommission) como testigo presencial.
Mandelbaum continuó viviendo en Polonia hasta su muerte y aún llevaba el número 181 970 en su antebrazo izquierdo. A menudo viajaba al antiguo campo de concentración nazi de Auschwitz y a Alemania para hablar de sus experiencias. Dijo que los jóvenes especialmente deberían saber lo que sucedió en Auschwitz-Birkenau en 1945: "Man muss das doch alles wissen, man muss doch wissen, wie lange die Leute in den Gaskammern gewesen sind. Man muss wissen, wie lange sie gebrannt haben in den Öfen"("La gente necesita saber, realmente necesitan saber, cuánto tiempo estuvieron las personas en las cámaras de gas. Las personas necesitan saber cuánto tiempo quemaron en los hornos"). El ocupó el cargo Director del Museo de Auschwitz y participó activamente en la difusión  de Auschwitz
Después de la guerra, fue oficial de la Oficina de Seguridad Pública (UB) de Poviat en Będzin en 1945-48.
Murió el 17 de junio de 2008, en la ciudad polaca de Bytom, después de una cirugía al corazón.

## Películas
- Eric Friedler: Sklaven der Gaskammer - Das Jüdische Sonderkommando en Auschwitz, 2000, 44 min. (en alemán)
- Stanislav Motl: Živý mrtvý - Vivo muerto, 2008, 63 min. (en checo)

## Libros
- Sonder. Una Entrevista con el Miembro del Sonderkommando Henryk Mandelbaum, Jan Południak, Oświęcim, 2008, ISBN 978-83-921567-3-4 .